# Vereinigte Kleinbahnen
Die Vereinigte Kleinbahnen AG war am 19. Dezember 1889 durch die Städte Remscheid, Ronsdorf, Lüttringhausen, Solingen und Cronenberg sowie von 25 Privatleuten, Fabrikanten und Kaufleuten als Ronsdorf-Müngstener Eisenbahn-Gesellschaft (RME) mit Sitz in Ronsdorf gegründet worden.

## Vereinigte Westdeutsche Kleinbahnen

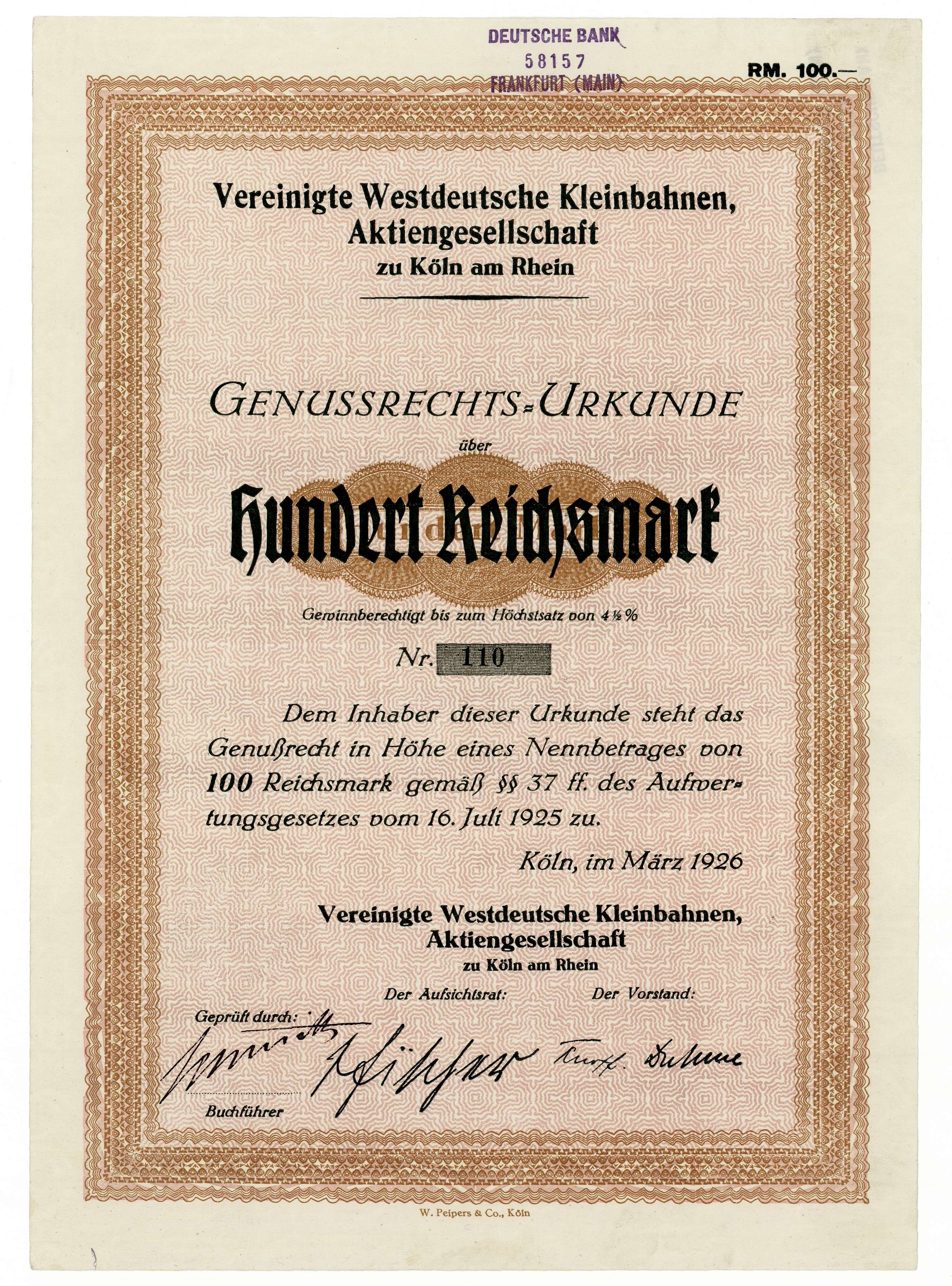
Genussrechts-Urkunde über 100 RM der Vereinigten Westdeutschen Kleinbahnen AG vom März 1926

Im Jahre 1897 übernahm sie die Wermelskirchen-Burger Eisenbahn-Gesellschaft, die ihre 11,2 km lange meterspurige Hauptstrecke am 1. April 1890 eröffnet hatte. Deren übrige Strecken wurden alsbald an die Barmer Bergbahn AG verkauft.
Sämtliche Aktien der RME übernahm im Jahre 1897 die Westdeutsche Eisenbahn-Gesellschaft (WeEG) in Köln. Diese war ab 18. Februar 1898 auch Betriebsführer der Bahnen, die der RME gehörten. Deren Firma lautete seit dem 2. November 1900 Vereinigte Westdeutsche Kleinbahnen AG (VWKA). Gleichzeitig war der Sitz nach Köln verlegt worden. 
Nach Eröffnung neuer Strecken hatte das Meterspurnetz im Jahre 1908 einen Umfang von 29,2 km:
- Wermelskirchen – Burg – 11,2 km – 1. April 1890
- Remscheider Talsperre – Remscheid Lenneper Straße – 2,8 km – 12. Juli 1900
- Remscheid Lenneper Straße – Lennep – Lüttringhausen – Halbach – 9,7 km – 14. August 1907
- Burg – Solingen Krahenhöhe – 5,5 km – 14. Mai 1908

Diese Strecken lagen seit dem 1. März 1921 vorübergehend still und wurden 1922 an die Städte Remscheid bzw. Solingen verkauft. Nun besaß die VWKA nur noch zwei Bahnbetriebe, die von der Westdeutschen Eisenbahn-Gesellschaft betrieben wurden:
- Die Kleinbahn Neheim-Hüsten – Sundern – 14,3 km – 1. Juni 1900
- Die Kleinbahnen des Kreises Kreuznach – 27,7 km – 1896/97, diese hatten eine Spurweite von 750 mm und waren 1904 Eigentum der VWKA geworden, wurden aber 1936 stillgelegt.

Im Jahre 1927 erwarb die VWKA das Eigentum an weiteren vier Bahnen von der Allgemeinen Deutschen Eisenbahn-AG (ADEA), von denen drei weiterhin von der ADEA-Tochter, der Allgemeinen Deutschen Eisenbahnbetriebs-Gesellschaft (ADEG) betrieben wurden:
- Kleinbahn Groß Peterwitz–Katscher – Normalspur – 8,5 km – 28. April 1896
- Dessau-Radegast-Köthener Bahn – Spurweite 750 mm – 43,5 km – 28. November 1896
- Biebertalbahn Gießen – Bieber – Meterspur – 8,7 km – 18. August 1898

- Den Betrieb der Kleinbahn Philippsheim–Binsfeld – Spurweite 750 mm – 8,1 km – 6. Mai 1900 übernahm die Moselbahn AG.

## Vereinigte Kleinbahnen AG
Diese geografische Erweiterung des Interessengebiets führte am 26. April 1927 zur Änderung der Firma in Vereinigte Kleinbahnen AG (VKA).
Als im Jahre 1928 die Westdeutsche Eisenbahn-Gesellschaft in der AG für Verkehrswesen aufging, wurde der Geschäftsumfang der VKA noch einmal erheblich erweitert. Sie übernahm die Pacht-, Betriebsführungs- und Verwaltungsverträge, die die WeEG mit weiteren Bahnen geschlossen hatte.
Es handelte sich um folgende kreiseigenen Kleinbahnen im Rheinland:
- Euskirchener Kreisbahnen – Meterspur – 57,4 km – 26. Januar 1895
- Kleinbahn Engelskirchen – Marienheide – Meterspur – 18,5 km – 5. September 1897
- Geilenkirchener Kreisbahnen – Meterspur – 38,1 km – 7. April 1900
- Jülicher Kreisbahn – Normalspur – 15,2 km – 1. Juli 1911

- Ferner um die zum AGV-Konzern gehörende Moselbahn AG – Normalspur – 102,2 km – 2. April 1903, die eine gewisse Selbständigkeit in der Betriebsführung besaß.

- Die normalspurige Mittelthurgaubahn (42 km – 20. Dezember 1911), deren Aktien 1928 von der WeEG auf die VKA übergegangen waren, wurde bis 1931 betrieben, blieb aber der VKA noch bis etwa 1950 eng verbunden, als diese die Aktienmehrheit an den Kanton Thurgau veräußerte.

Bis 1933 wurde auch die normalspurige Hohenzollerische Landesbahn – 107,4 km – 28. März 1900 betrieben.
Für die neuen Aufgaben übernahm die VKA die gesamte Organisation der WeEG in Köln und in den Außenstellen. Sie verlegte ihren Sitz 1930 nach Frankfurt am Main.

## Vereinigte Kleinbahnen GmbH
Mit Beginn des Jahres 1952 wurde die Vereinigte Kleinbahnen AG in eine GmbH umgewandelt, abgekürzt VKG. Sie fungierte noch als Eigentümer von zwei Bahnen. Als aber die Kleinbahn Philippsheim-Binsfeld ihren Betrieb 1965 einstellte und die Eisenbahn Neheim-Hüsten – Sundern am 1. Januar 1978 an die AG Ruhr-Lippe-Eisenbahnen verkauft wurde, übernahm die Deutsche Eisenbahn-Gesellschaft GmbH die Betriebsführungsaufgaben der VKG. Diese Gesellschaft, die mit der DEG personell und verwaltungsmäßig identisch war, wurde daher aufgelöst. 